# Памятник Саят-Нове (Ереван)

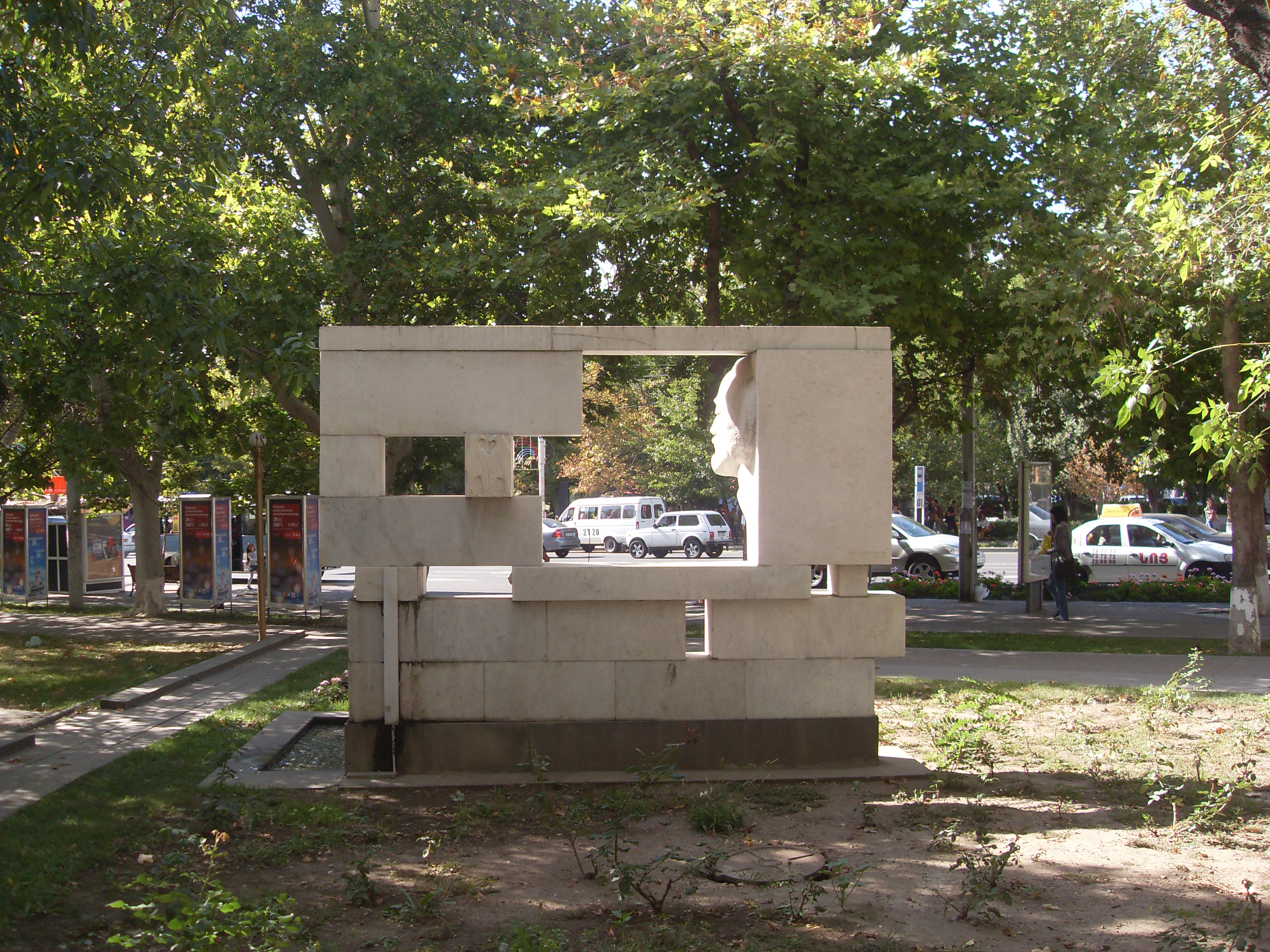
Тыльная сторона

Памятник Саят-Нове — монумент в Ереване, посвящённый армянскому поэту и ашугу Саят-Нове. Установлен в 1963 году к его 250-летию в сквере имени Комитаса на пересечении проспекта Месропа Маштоца, проспекта Саят-Новы и улицы Марка Григоряна. Авторы памятника — скульптор А. Арутюнян и архитектор Э. Сарапян.

## Описание
Памятник Саят-Нове выполнен из белого мрамора, его размеры составляют 300×375×40 см. Архитектурная часть памятников представляет собой стенку из прямоугольных блоков, в просветах между которыми видны деревья и дома Еревана. Из блока в левой стороне композиции выступает голова поэта. На его лице — печать мудрости и одновременно грусти. На блоке справа вверху — рельефы армянки, грузинки и азербайджанки в национальных головных уборах — это символ принадлежности творчества Саят-Новы к трем национальным культурам. Ниже из стены по тонкому желобку вытекает струя воды — это символ родника и неувядающей поэзии Саят-Новы. На противоположной стороне памятника имеется рельеф в виде двух гордых орлов.
На лицевой стороне памятника на камне на армянском языке высечены слова ашуга:
Не всем мой ключ гремучий пить: особый вкус ручьёв моих!

Не всем мои писанья чтить: особый смысл у слов моих!
Искусствовед Б. Зурабов отмечал, что этот памятник «считается одним из лучших примеров архитектурно-скульптурного микроансамбля в городской среде». Скульптор А. Арутюнян в 1964 году был удостоен за эту работу серебряной медали Академии художеств СССР.